# Cesión de Larache
La cesión de Larache se produjo de forma efectiva el 20 de noviembre de 1610, cuando Juan de Mendoza y Velasco, marqués de San Germán, tomó posesión del puerto norteafricano de Larache en nombre del rey de España.

## Historia
La obtención de Larache por parte de la Monarquía hispánica, que había constituido un objetivo importante —obsesivo— de la política exterior del reinado de Felipe II, se postergó al reinado de Felipe III. La ciudad fue prometida por Mohámmed esh-Sheij el-Mamún a cambio del apoyo español a su favor en las luchas intestinas del Sultanato saadí contra su hermano Mawlay Zidán Abu Maali, iniciadas tras la muerte de Ahmad al-Mansur en 1603.
Álvaro de Bazán y Benavides, el segundo marqués de Santa Cruz, había intentado infructuosamente ocupar la ciudad en 1608, debiendo retirarse por culpa de las condiciones climáticas. El propio Juan de Mendoza y Velasco había dirigido otro intento infructuoso. En noviembre de 1610 el marqués fue invitado a tomar posesión de la ciudad por Mohámmed esh-Sheij el-Mamún, que partió de España antes que el marqués para preparar la llegada de este último a Larache, encontrándose en Tánger. El marqués de San Germán, que había llevado una infantería de 3000 efectivos en las galeras de Pedro de Toledo, tomó posesión del puerto el 20 de noviembre de 1610 sin encontrar hostilidades. Cuatro años después España ocuparía también La Mamora. Sumándose a la posesión ya española de Arcila.
Larache permanecería bajo control español hasta el 11 de noviembre de 1689, cuando fue tomada por las tropas del sultán alauí Mulay Ismaíl.